# Takao Aoki
Takao Aoki (japonès: 青木たかお)  (Utsunomiya, 20 de desembre de 1961) és un mangaka japonès. El més conegut treball d'Aoki és Beyblade, que es va convertir en una franquícia a l'entorn dels nens que es barallaven amb baldufes. També ha fet "Bakufu Slash;Kizna", "A War Story of Metal Walker" i "Mini-4WD Fighter V". Molts dels treballs d'Aoki versen sobre videojocs o joguets.